# Hirschberg (Landkreis Deggendorf)
Hirschberg ist eine Gemarkung im niederbayerischen Landkreis Deggendorf und war bis 1971 eine eigene Gemeinde. Mit der Gebietsreform in Bayern verlor die Gemeinde am 1. Januar 1972 die Eigenständigkeit und wurde vollständig in die Gemeinde Grafling eingegliedert.

## Einwohnerentwicklung
- 1840: 0.470 Einwohner[2]
- 1867: 0.479 Einwohner[3]
- 1900: 0.524 Einwohner[2]
- 1925: 0.528 Einwohner[2]
- 1939: 0.495 Einwohner[2]
- 1950: 0.604 Einwohner[2]
- 1961: 0.471 Einwohner[4]
- 1970: 0.480 Einwohner[1]

## Ortsteile
| - Oberhirschberg - Eidsberg - Endbogen - Giggenberg | - Großtiefenbach - Hörpolding - Hundsruck - Kleintiefenbach - Mitterhirschberg | - Ottenberg - Petraching - Schwarzenberg - Unterhirschberg |